# Навашино (станция)
Нава́шино — крупная железнодорожная станция Горьковской железной дороги в одноимённом районном центре Нижегородской области. На станции останавливается большинство поездов дальнего и пригородного сообщения. От станции до 1945 года отходила ветка узкоколейной железной дороги в города Выксу и Кулебаки. Во время Великой Отечественной войны ветка была разрушена и впоследствии не восстанавливалась.

## История
Станция открыта на Люберцы-Арзамасской железнодорожной линии рядом с пристанью Липня, куда с 1894 года функционировала узкоколейный подъездной путь от Кулебакинского завода.
7 июня 1917 года началось строительство ветки широкой колеи от Выксы к Навашино.
В 1920-х годах ветка Навашино — Кулебаки из узкоколейной перестраевается на широкую колею. В 2019 году путь от Навашино до Кулебаки был полностью разобран.

## Дальнее следование по станции
| № поезда       | Маршрут движения         | № поезда       | Маршрут движения         |
| -------------- | ------------------------ | -------------- | ------------------------ |
| 23 «2 этажный» | Казань — Москва          | 24 «2 этажный» | Москва — Казань          |
| 53 «Чувашия»   | Чебоксары — Москва       | 54 «Чувашия»   | Москва — Чебоксары       |
| 57 «Марий Эл»  | Йошкар-Ола — Москва      | 58 «Марий Эл»  | Москва — Йошкар-Ола      |
| 89             | Петропавловск — Москва   | 90             | Москва — Петропавловск   |
| 111            | Круглое Поле — Москва    | 112            | Москва — Круглое Поле    |
| 117            | Новокузнецк — Москва     | 118            | Москва — Новокузнецк     |
| 133 «Поволжье» | Казань — Санкт-Петербург | 134 «Поволжье» | Санкт-Петербург — Казань |
| 141            | Чебоксары — Москва       | 142            | -                        |
| 379            | Первомайск — Москва      | 380            | Москва — Берещино        |